# Blowing a raspberry

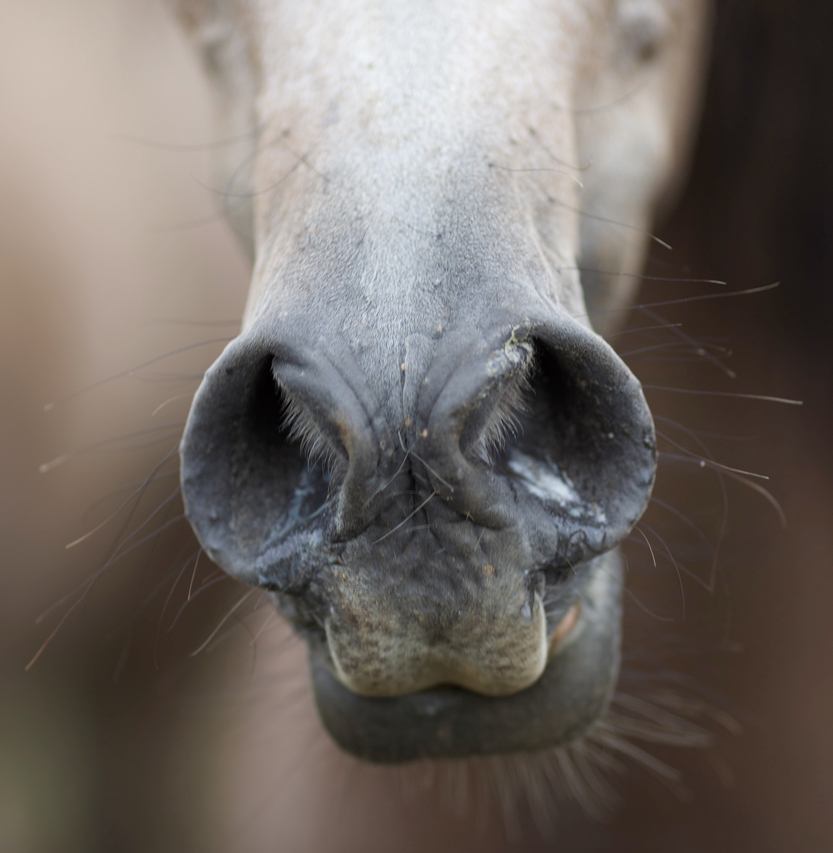
Ноздри фыркающей лошади

Blowing a raspberry, blowing a strawberry или bronx cheer — распространённое английское сленговое выражение, призванное показать насмешливое, подлинное или шутливое, отношение одного человека к другому.
В терминологии фонетики издаваемый звук может быть описан как глухой язычно-губный дрожащий согласный [r̼̊]. Кеннет Ли Пайк определяет этот звук как глухой экзолабиально-язычный дрожащий (англ. voiceless exolabio-lingual trill) согласный, с языком, вибрирующим против выступающей нижней губы. В языке человека этот звук никогда не используется фонематически (например, для использования в качестве структурного элемента слов), хотя и получил широкое распространение в различных культурах.
В зависимости от страны используется та или иная форма. Так, в США обычно используется bronx cheer. Хотя и в США, и в других англоязычных странах могут использоваться наименования raspberry, rasp или razz.

## Происхождение
В сленге английского языка слово raspberry впервые было выявлено в 1890 году и означает «пренебрежительное фырканье». В свою очередь выражение blowing a raspberry уходит своими корнями в рифмованный сленг лондонских кокни, когда фраза raspberry (strawberry) tart (с англ. — «малиновый (клубничный) пирог») превращается в raspberry fart (с англ. — «малиновый (клубничный) пук, малиновый (клубничный) пердёж»). Рифмованный сленг особенно часто использовался в британских комедиях, когда возникала необходимость обратить внимание на вещи, неприемлемые для порядочного общества.
Выражение Bronx cheer, буквально означающее «бронкское чествование», имеет саркастический смысл, поскольку на самом деле является освистыванием, любыми громкими, враждебными и оскорбительными замечаниями, свистом, фырканьем, насмешками и критикой.

## Использование
В современном английском языке речь идёт о действии, когда некто желая показать своё полное пренебрежение и наплевательское отношение к кому-либо высовывает язык, обхватив его губами, и одновременно издаёт звук выходящего воздуха намекающий на метеоризм.
Кроме того оно может использоваться детьми в фонемической игре, исключительно ребёнком, или же взрослым по отношению к ребёнку с целью поиграть в подражание к взаимному удовольствию.
Писатель В. В. Набоков использовал выражение «Bronx cheer» в одиннадцатой главе первой части своего романа «Лолита»: 

Мы сидели на подушках, положенных на пол; Ло была между мадам и мной (сама втиснулась — зверёныш мой). […] Но я знал, что всё безнадёжно. Меня мутило от вожделения, я страдал от тесноты одежд, и был даже рад, когда спокойный голос матери объявил в темноте: «А теперь мы считаем, что Ло пора идти спать». «А я считаю, что вы свинюги», сказала Ло. «Отлично, значит, завтра не будет пикника», сказала Гейзиха. «Мы живём в свободной стране», сказала Ло. После того что сердитая Ло, испустив так называемое «Бронксовое ура» (толстый звук тошного отвращения), удалилась, я по инерции продолжал пребывать на веранде, между тем как Гейзиха выкуривала десятую за вечер папиросу и жаловалась на Ло. Оригинальный текст (англ.)We sat on cushions heaped on the floor, and L. was between the woman and me (she had squeezed herself in, the pet). [...] But I knew it was all hopeless, and was sick with longing, and my clothes felt miserably tight, and I was almost glad when her mother's quiet voice announced in the dark: «And now we all think that Lo should go to bed.» «I think you stink,» said Lo. «Which means there will be no picnic tomorrow,» said Haze. «This is a free country,» said Lo. When angry Lo with a Bronx cheer had gone, I stayed on from sheer inertia, while Haze smoked her tenth cigarette of the evening and complained of Lo.
Кандидат филологических наук, старший преподаватель кафедры английского языка ТвГУ И. А. Самохина отмечает, что писатель при переводе фразеологизма на русский язык воспользовался двумя способами — частичное калькирование и комментарий в тексте перевода. По её мнению Набоков использовал данное выражение с целью показать метасмысл «соперничество матери и дочери», в котором победу одерживает Лолита. «Bronx сheer» здесь выступает в качестве одного из «смыслообразующих средств оригинала художественного текста, выводящих на метасмысл „соперничество“». Со ссылкой на Oxford Advanced Learner's Dictionary Самохина указывает, что «„Bronx cheer“ — это громкий и грубый звук, издаваемый в знак презрения, как правило, направленный в сторону команды соперников в бейсболе и др. командных видах спорта» и замечает, что в русской культуре люди ведут себя подобным образом («обычно ещё и сопровождающееся закатыванием глаз»), когда хотят показать своё презрение. В то же время она обращает внимание на то, что «конкретного названия этой выходки именно для русской культуры нет, и обычно её описывают с помощью соответствующего глагола — „фыркать“ или более грубыми междометиями». Самохина отмечает, что Набоков отказавшись «от любого из этих вариантов» сделал свой выбор в пользу прямого и буквально перевода выражения «Bronx Cheer» «давая в скобках пояснение его значения: „(толстый звук тошного отвращения)“». Также Самохина пишет, что Набоков «буквально перевёл на русский язык слова ‘thick’, в то время как использование этого слова именно в таком контексте — для описания звука — абсолютно не характерно для русского языка», поскольку звук можно обозначить только как «громкий» или «хриплый», но не как «толстый». По её мнению в таком случае русскоязычного читателя подобное выражение будет звучать странно, а его смысл останется непонятым. Кроме того Самохина полагает, что употребление междометия «ура» применительно к указанному контексту может вызвать у русскоязычного читателя недоумение, поскольку для русского мышления данное слово «это очень громкий, победный возглас». И даже пояснение Набокова не помогает выяснить природу данного для простого читателя, который вряд ли догадается заглянуть в словарь-тезаурус английского языка. Она приходит к выводу о том, что применительно к «Bronx сheer» Набокову как автору и переводчику «удалось лишь „остранить“ реалию, пытаясь её „одомашнить“, а также, что смыслообразующая функция этой реалии в переводе текста на языке принимающей культуры была утеряна».